# رابطة التجارة الحرة الأوروبية
رابطة التجارة الحرَّة الأوروبيَّة (بالإنجليزية: European Free Trade Association، واختصارًا: EFTA) هي منظَّمة تجارة حرَّة إقليميَّة تتألف من أربعة دول أوروبيَّة: آيسلندا، وليختنشتاين، والنرويج، وسويسرا. تعمل المنظمة بالتوازي مع الاتحاد الأوروبي ويشارك جميع أعضائها الأربع في السوق الموحَّدة الأوروبيَّة ويشكلون جزءًا من منطقة الشنغن. ولكنهم ليسوا أعضاء في الاتحاد الجمركي للاتحاد الأوروبي.
تُعدّ رابطة التجارة الحرَّة الأوروبيَّة إحدى كتلتي التجارة الأوروبيتين المهيمنتين في القارة ولكنها الآن أصغر بكثير وترتبط مع منافسها التاريخي (الاتحاد الأوروبي) بعلاقة وثيقة. تأسست المنظَّمة بتاريخ 3 مايو عام 1960، وهدفت إلى الحلول ككتلة تجاريَّة بديلة للدول الأوروبيَّة التي لم ترغب الانضمام إلى المجموعة الاقتصاديَّة الأوروبيَّة التي تُعَد الكيان الرئيسي الذي نشأ عنه الاتحاد الأوروبي فيما بعد. جرى التوقيع على معاهدة ستوكهولم (1960) التي نصَّت على تأسيس رابطة التجارة الحرَّة الأوروبيَّة بتاريخ 4 يناير عام 1960 في العاصمة السويديَّة ستوكهولم. وقَّعت سبعة دول على المعاهدة والتي أطلق عليهم اسم «الدول السبعة الخارجة» (النمسا، والدنمارك، والنرويج، والبرتغال، والسويد، وسويسرا، والمملكة المتحدة). وقَّع الأعضاء الباقون على معاهدة فادوتس المُنقَّحة بتاريخ 21 يونيو عام 2001 لتدخل حيز التنفيذ يوم 1 يونيو عام 2002.
لم يبقى في المنظَّمة منذ عام 1995 سوى دولتين من الأعضاء المؤسسين لها (النرويج وسويسرا). أمَّا الدول الخمسة الأخرى (النمسا، والدنمارك، والبرتغال، والسويد، والمملكة المتحدة) فقد اختارت كلٌ منها الانضمام إلى الاتحاد الأوروبي خلال تواريخ منفصلة. حلَّت معاهدة فادوتس محل معاهدة ستوكهولم السابقة. تهدف المعاهدة إلى خلق إطار عمل ناجح بغية متابعة عملية توسيع وتحرير التجارة سواء أكان هذا بين الدول الأعضاء في الرابطة أم مع بقية دول العالم الأخرى.
تمتلك الرابطة الأوروبيَّة للتجارة الحرَّة سياسة تجاريَّة مُنسَّقة بين أعضاءها. وهذا رغم عدم كونها اتحادًا جمركيًا، فضلًا عن تمتع الدول الأعضاء بالصلاحيَّة الكاملة التي تمكِّنهم من الدخول في اتفاقيات تجاريَّة ثنائيَّة مع دول أخرى خارج الرابطة. وعليه فقد أبرمت دول الرابطة اتفاقيات تجارة حرَّة مع الاتحاد الأوروبي وعدد من الدول الأخرى. وقَّعت كل من آيسلندا، وليختنشتاين، والنرويج على اتفاقية المنطقة الاقتصادية الأوروبيَّة للمشاركة حتى تدخل في السوق الموحَّدة التابعة للاتحاد الأوروبي. تشرف كل من الهيئة الراقِبة لرابطة التجارة الحرَّة الأوروبيَّة ومحكمة رابطة التجارة الحرَّة الأوروبيَّة على متابعة الامتثال. أمَّا سويسرا فقد قامت بدلًا من ذلك بإبرام مجموعة من الاتفاقيات الثنائيَّة مع الاتحاد الأوروبي.

## العضوية

### التاريخ

الدول الأعضاء في رابطة التجارة الحرَّة الأوروبيَّة
أعضاء سابقون خرجوا من الرابطة وانضّموا للاتحاد الأوروبي
بقية الدول الأعضاء في الاتحاد الأوروبي

في 12 يناير عام 1960، أُعلن عن البدأ بمعاهدة رابطة التجارة الحرَّة الأوروبيَّة في القاعة الذهبيَّة الواقعة ضمن مقر بلدية مدينة ستوكهولم. كان من شأن هذه المعاهدة الإلغاء التدريجي للرسوم الجمركيَّة على المنتجات الصناعيَّة دون أن يشمل المنتجات الزراعيَّة أو السمكيَّة.
يكمن الاختلاف الرئيسي بين الجماعة الاقتصاديَّة الأوروبيَّة في مراحلها الأولى، والرابطة الأوروبيَّة للتجارة الحرَّة في عدم فرض الأخيرة تعريفات جمركيَّة خارجيَّة مشتركة على عكس ما قامت به الجماعة الاقتصاديَّة الأوروبيَّة. تمتَّعت كل دولة عضو في الرابطة الأوروبيَّة للتجارة الحرَّة بحرِّية فرض رسومها الجمركيَّة الخاصة على البلدان غير الأعضاء في الرابطة أو إبرامها لاتفاقيات تجارة حرَّة معهم.
الأعضاء المؤسسون للرابطة هم النمسا، والدنمارك، والنرويج، والبرتغال، والسويد، وسويسرا، والمملكة المتحدة. غالبًا ما كان يُطلق على هذه الدول في فترة ستينيات القرن العشرين اسم «الدول السبعة الخارجة»، ويقابلهم «الدول الستة الداخلة» الذين كانوا أعضاء في المجموعة الاقتصاديَّة الأوروبيَّة آنذاك.
أصبحت فنلندا عضوًا منتسبًا في الرابطة عام 1961، وعضوًا كاملًا في عام 1986. انضمت آيسلندا للرابطة في عام 1970. انضَّمت بعدها كل من المملكة المتَّحدة والدنمارك إلى المجموعة الاقتصاديَّة الأوروبيَّة عام 1973 مما أنهى عضويتهما في الرابطة الأوروبيَّة للتجارة الحرَّة. كما خرجت البرتغال من الرابطة منتقلةً إلى الجماعة الأوروبيَّة في عام 1986. انضمت ليختنشتاين إلى الرابطة الأوروبيَّة للتجارة الحُرَّة في عام 1991 (كانت سويسرا تمثّل مصالحها فيما سبق). انضَّمت كل من النمسا، والسويد، وفنلندا إلى الاتحاد الأوروبي في عام 1995، وبالتالي لم يعودوا أعضاء بالرابطة.
حاولت الحكومة النرويجيَّة الانضمام إلى الاتحاد الأوروبي في مناسبتين منفصلتين، كانت أولهما في عام 1973 (كانت تدعى حينها بالمجموعة الاقتصاديَّة الأوروبيَّة)، والمرة الثانية في عام 1995، وبذلك تخرج النرويج من الرابطة. بيد أنَّ ما حصل في كلتا هذين الحالتين هو مقابلة الشعب لعضوية الاتحاد الأوروبي في الاستفتاءات الوطنيَّة بالرفض مما أبقى النرويج عضوًا في الرابطة. تقدَّمت آيسلندا بطلب للحصول على عضوية في الاتحاد الأوروبي عام 2009 جراء الأزمة الماليَّة الآيسلندية 2008-2011، ولكنها تراجعت منذ ذلك الحين عن طلبها هذا.

### الأعضاء الحاليون
| الدولة     | الانضمام     | عدد السكان (2018) | المساحة (كـم²) | العاصمة  | الناتج المحلي الإجمالي بملايين الدولار الأمريكي الدولي (تعادل القوة الشرائية) | الناتج المحلي الإجمالي للفرد (تعادل القوة الشرائية بالدولار الأمريكي الدولي) |
| ---------- | ------------ | ----------------- | -------------- | -------- | ----------------------------------------------------------------------------- | ---------------------------------------------------------------------------- |
| آيسلندا    | 1 يناير 1970 | نسمة              | 103٬000        | ريكيافيك | 12٬831                                                                        | 39٬223                                                                       |
| ليختنشتاين | 1 يناير 1991 | نسمة              | 160٫4          | فادوتس   | 3٬545                                                                         | 98٬432                                                                       |
| النرويج    | 3 مايو 1960  | نسمة              | 385٬155        | أوسلو    | 265٬911                                                                       | 53٬470                                                                       |
| سويسرا     | 3 مايو 1960  | نسمة              | 41٬285         | برن      | 363٬421                                                                       | 45٬417                                                                       |

### أعضاء سابقون
| الدولة          | الانضمام      | الخروج         | الانضمام الجماعة الاقتصاديَّة الأوروبيَّة/ الاتحاد الأوروبيّ |
| --------------- | ------------- | -------------- | ------------------------------------------------------- |
| النمسا          | 3 مايو 1960   | 31 ديسمبر 1994 | 1 يناير 1995                                            |
| الدنمارك        | 3 مايو 1960   | 31 ديسمبر 1972 | 1 يناير 1973                                            |
| فنلندا          | 5 نوفمبر 1985 | 31 ديسمبر 1994 | 1 يناير 1995                                            |
| البرتغال        | 3 مايو 1960   | 31 ديسمبر 1985 | 1 يناير 1986                                            |
| السويد          | 3 مايو 1960   | 31 ديسمبر 1994 | 1 يناير 1995                                            |
| المملكة المتحدة | 3 مايو 1960   | 31 ديسمبر 1972 | 1 يناير 1973 (خرجت بتاريخ 31 يناير 2020)                |

### مفاوضات أخرى

أعضاء الاتحاد الأوروبي (بالأزرق)، ورابطة التجارة الحرَّة الأوروبيَّة (بالأخضر)

تمت خلال الفترة الممتدة من عام 1994 حتى عام 2011 مناقشة إضافة عضويات كل من أندورا، وسان مارينو، وموناكو، وجزيرة مان، وتركيا، وإسرائيل، والمغرب، وشركاء آخرين في سياسة الجوار الأوروبيَّة.

#### وضع موناكو وأندورا وسان مارينو
في نوفمبر عام 2012، نشرت المُفوَّضية الأوروبيَّة تقريرًا يحدد الخيارات المتاحة لحمل كل من موناكو، وأندورا، وسان مارينو، على من الاندماج في الاتحاد الأوروبي. جاء هذا التقرير بعد الدعوة التي وجَّهها مجلس الاتحاد الأوروبي إلى تقييم علاقات الاتحاد الأوروبي بهذه الدول والتي وصفوها بالعلاقات المُجزَّأة. تستند علاقات الاتحاد الأوروبي مع هذه الدول إلى مجموعة من الاتفاقيات التي تغطي قضايا محددة بعينها. وهذا الأمر يختلف بعلاقة الاتحاد الأوروبي مع دولة أوروبيَّة مشابهة ألا وهي ليختنشتاين التي تتمتع بعضوية في المنطقة الاقتصاديَّة الأوروبيَّة عبر عضويتها برابطة التجارة الحرَّة الأوروبيَّة، إضافة إلى كونها طرفًا في اتفاقية شنغن. تناول التقرير أربعة بدائل للوضع الحالي كالآتي:
1. السير بنهج قطاعي من خلال إبرام اتفاقيات منفصلة مع كل دولة على حِدَة شاملةً مجال السياسات بأكمله.
2. إبرام اتفاقية شراكة إطارية شاملة متعددة الأطراف مع الدول الثلاث.
3. مناقشة عضويتها في رابطة التجارة الحرَّة الأوروبيَّة.
4. مناقشة عضويتها في الاتحاد الأوروبي.

رأت المُفوَّضية بعدم كفاية النهج القطاعي بسبب عدم معالجته القضايا الرئيسيَّة، بالإضافة إلى كونه معقدًا بلا داعٍ. في حين استبعد خيار مناقشة عضوية هذه الدول بالاتحاد الأوروبي في المستقبل القريب بسبب عدم «جهوزية مؤسسات الاتحاد الأوروبي حاليًا لانضمام مثل هذه الدول صغيرة الحجم». رأت المُفوَّضية قابلية تطبيق الخياران المتبقيان على أرض الواقع وأوصت بالنظر فيهما، وهما انضمام هذه الدول إلى رابطة التجارة الحرَّة الأوروبيَّة أو إبرامها لاتفاقية شراكة إطارية شاملة متعددة الأطراف مع الاتحاد. طلب المجلس في استجابة منه لذلك، مواصلة المفاوضات مع الدول الصغيرة الثلاث بغية تحقيق مستوى أعلى من التكامل. كما أذعن بإعداد تقرير بحلول نهاية عام 2013 يوضّح بالتفصيل الآثار المترتبة على الأخذ بأحد هذين البديلين المطروحين على الطاولة والتوصل إلى توصيات بشأن كيفية المضي قدمًا في الأمر.
تعدّ موافقة الدول الأعضاء في رابطة التجارة الحرَّة الأوروبيَّة مطلوبة حتى تنضم الدول الصغرى الثلاث إلى المنطقة الاقتصاديَّة الأوروبيَّة دون دخولها في الاتحاد الأوروبي نظرًا لانحصار باب عضوية المنطقة الاقتصاديَّة الأوروبيَّة بالدول الأعضاء في رابطة التجارة الحرَّة الأوروبيَّة أو تلك الواقعة ضمن الاتحاد الأوروبي. في عام 2011، أبدت النرويج (وهي دولة عضو في الرابطة) على لسان وزير خارجيتها آنذاك يوناس غار ستوره أنَّ منح هذه الدول الصغرى لعضوية في رابطة التجارة الحرَّة الأوروبيَّة/المنطقة الاقتصاديَّة الأوروبيَّة ليست بالآلية المناسبة من أجل إدماجهم في السوق الداخلية بسبب اختلاف متطلباتهم عن تلك الخاصة بالدول الكبيرة مثل النرويج. كما اقترح ستوره ملاءمة الارتباط المبسَّط بصورة أكبر لهذه الدول. ردَّ خليفته إسبن بارت آيده على التقرير الذي أصدرته المفوَّضية في أواخر عام 2012 بتشكيكه من مدى كفاية القدرة الإداريَّة لهذه الدول الصغيرة على الوفاء بالتزامات التي تتطلبها عضوية المنطقة الاقتصاديَّة الأوروبيَّة. ومع ذلك فقد قال آيده بأنَّ النرويج مُستعدّة للنظر في تأييدها لعضوية الدول الصغيرة في رابطة التجارة الحرَّة الأوروبيَّة إذا ما قرَّرت تقديم طلب معتبرًا أن بلده لم تتخذ قرارًا نهائيًا بخصوص هذا الأمر. أعلن مستشار بعثة ليختنشتاين لدى الاتحاد الأوروبي باسكال شافهاوزر عن استعداد بلاده (وهي دولة أخرى عضو في رابطة التجارة الحرَّة الأوروبيَّة) لمناقشة عضوية الدول الصغرى في المنطقة الاقتصاديَّة الأوروبيَّة شريطة ألَّا يعيق انضمامها أداء وعمل المنظمة. ومع ذلك فقد أوصى شافهاوزر بوجوب النظر في خيار منح الدول الصغرى عضوية مباشرة في المنطقة الاقتصاديَّة الأوروبيَّة دون ضمِّها إلى رابطة التجارة الحرَّة الأوروبيَّة أو الاتحاد الأوروبي. في 18 نوفمبر عام 2013، خلُصت المُفوَّضية الأوروبيَّة إلى أنَّ «مشاركة الدول صغيرة الحجم في المنطقة الاقتصاديَّة الأوروبيَّة لا يعدُّ خيارًا قابلًا للتطبيق في الوقت الحالي لأسبابٍ سياسيَّة ومؤسسيَّة»، وأنَّ خيار إبرام اتفاقيات شراكة مع الدول الصغيرة كان أكثر آلية جدوى بهدف دمجِها في السوق الداخليَّة.

#### النرويج
رفض الناخبون النرويجيون معاهدات الانضمام إلى الاتحاد الأوروبي في استفتاءين منفصلين. انضَّمت جارة النرويج الإسكندنافيَّة الدنمارك إلى الاتحاد الأوروبي في الوقت الذي أُجري فيه الاستفتاء الأول عام 1972. كما انضَّمت كل من السويد وفنلندا المجاورتين للنرويج منذ إجراء الأخيرة للاستفتاء الثاني عام 1994. لم تنظر الحكومات النرويجيَّة الأخيرة بفكرة الانضمام للاتحاد الأوروبي بسبب تألُّفها من حكومات ائتلافيَّة بها مؤيدين ومعارضين لهذا الأمر.

#### سويسرا
أجرت سويسرا عددًا من الاستفتاءات حول عضوية الاتحاد الأوروبي أُقيم آخرها في عام 2001. وهذا نظرًا لرفض الناخبين السويسريين الانضمام إلى المنطقة الاقتصاديَّة الأوروبيَّة في استفتاء أجرته البلاد عام 1992. صوَّت الناخبون ضد كل هذه المقترحات. تقيم سويسرا اتحادًا جمركيًا مع جارتها ليختنشتاين (كذلك دولة عضو في الرابطة) منذ عام 1924.

#### آيسلندا
في 16 يوليو عام 2009، تقدَّمت الحكومة الآيسلنديَّة رسميًا بطلب انتساب للاتحاد الأوروبيّ، ولكن عُلِّقت المفاوضات بين الجانبين منذ منتصف عام 2013. كتب وزراء الخارجية لسحب طلب البلاد عام 2015.

#### مملكة الدنمارك

##### جزر فارو وجرينلاند
كانت مملكة الدنمارك عضوًا مؤسسًا في رابطة التجارة الحرَّة الأوروبيَّة في عام 1960. بيد أنَّ عضويتها في الرابطة انتهت بدءًا من عام 1973 بعد انضمام الدنمارك إلى الجماعات الأوروبيَّة. كانت جرينلاند مشمولة بعضوية رابطة التجارة الحرَّة الأوروبيَّة بدءًا من عام 1961، في حين كانت جزر فارو مشمولة بدءًا من عام 1968. درست جزر فارو منذ حينها إمكانية الانضمام إلى رابطة التجارة الحرَّة الأوروبيَّة. بينما دار نقاش سياسي في جرينلاند حول ما إذا كان يجدر على حكومة جرينلاند المحليَّة النظر في التقدم بطلب انتساب للرابطة من عدمه. هذا ولا يمكن لمملكة الدنمارك الانضمام لرابطة التجارة الحرَّة الأوروبيَّة نيابة عن توابعها جزر فارو و/أو جرينلاند. تَعتبر الرابطة أنَّ العضوية فيها مخصصة للدول. تطبَّق إجراءات خاصة لانضمام الدول للرابطة تبعًا لما تنصّ عليه المادة رقم 56 من معاهدة رابطة التجارة الحرَّة الأوروبيَّة. إن عضوية مملكة الدنمارك في الرابطة محجوزة فقط لمملكة الدنمارك بموجب ما ينصّ عليه القانون الدولي. لا يمكن لجزر فارو وجرينلاند وفقًا للمعاهدة الحاليَّة الانضمام كأعضاء مستقلين في الرابطة كونهما يشكلان جزءًا من مملكة الدنمارك.
يمكن تنسيق وضع عضوية مملكة الدنمارك في حال أرادت الأخيرة الانضمام مجددًا للرابطة، ليقتصر تطبيقه على جزر فارو و/أو جرينلاند فقط. ستكون حينها عضوية الدنمارك (جزر فارو و/أو جرينلاند) في الرابطة مُنفصلة جغرافيًا عن عضويتها في الاتحاد الأوروبي (التي تقتصر على الدنمارك فقط). من الممكن افتراض عدم تضارب عضوية مملكة الدنمارك في الاتحاد الأوروبي مع عضوية مفترضة لها في رابطة التجارة الحرَّة الأوروبيَّة طالما انحصر تطبيق هذه العضوية على جزر فارو و/أو جرينلاند الغير أعضاء بالاتحاد الأوروبي. يبدو أن هذا الشكل من العضويَّة لإقليمي الدنمارك المتمتعين بالحكم الذاتي (جرينلاند و/أو جزر فارو) في الرابطة صحيح من حيث معناه مع ما جاء في معاهدة الرابطة الأساسيَّة.
أثار ممثلون عن جزر فارو إمكانية انضمام أراضيهم إلى الرابطة في منتصف عام 2005. هذا ولا يجوز سوى للدول الانتساب للرابطة وفقًا لما جاء في المادة رقم 56 من معاهدة رابطة التجارة الحرَّة الأوروبيَّة. جزر فارو هي دولة تأسيسيَّة من مملكة الدنمارك، وليست دولة ذات سيادة بحد ذاتها. وعليه فقد نظرت السلطات الفارويَّة في إمكانية انضمام «مملكة الدانمرك بما يخص جزر فارو» إلى الرابطة، بالرغم مما ذكرته الحكومة الدنماركيَّة حول عدم جعل هذه الآلية جزر فارو عضوًا منفصلًا في المنطقة الاقتصاديَّة الأوروبيَّة كون الدنمارك هي بالفعل دولة طرف في اتفاقية المنطقة الاقتصاديَّة الأوروبيَّة.
تدعم الحكومة الدنماركيَّة رسميًا حصولها على عضوية جديدة في الرابطة بما ينفذ على جزر فارو. كانت جزر فارو قد أبرمت بالفعل اتفاقية تجارة حرَّة ثنائيَّة مُسهَبة مع آيسلندا تُعرف باسم اتفاقية هويفيك.

#### المملكة المتحدة
كانت المملكة المتحدة عضوًا مؤسسًا في رابطة التجارة الحرَّة الأوروبيَّة في عام 1960. بيد أنَّ عضويتها في الرابطة انتهت بعد انضمامها إلى المجموعة الاقتصاديَّة الأوروبيَّة. أجرت البلاد استفتاءً حول الانسحاب من الاتحاد الأوروبي في عام 2016. كانت نتيجته تصويت 51.9% من المقترعين البريطانيين لصالح خروج بلادهم من الاتحاد الأوروبي. أوردت ورقة بحثيَّة كانت قد عُرِضت على البرلمان البريطاني عام 2013 عددًا من الخيارات البديلة التي من شأنها المحافظة على وصول البلاد إلى السوق الداخليَّة للاتحاد الأوروبي في حال خروجها منه (وهو ما حدث فيما بعد). كان من بين البدائل المقترحة الاستمرار بعضوية البلاد في المنطقة الاقتصاديَّة الأوروبيَّة من خلال استرجاع المملكة المتحدة لعضويتها في رابطة التجارة الحرَّة الأوروبيَّة أو اتباع البلاد للنموذج السويسري الذي يستوجب إبرام عددًا من المعاهدات الثنائيَّة التي يمكن لها تغطية أحكام السوق الموحّدة.
أعربت رابطة التجارة الحرَّة الأوروبيَّة خلال أول اجتماع عقدته منذ تصويت بريطانيا لصالح الخروج من الاتحاد الأوروبي عن ترحيبها بالمملكة المتحدة في حال رغبت الأخيرة العودة إلى الرابطة، وأشارت إلى أنَّ بريطانيا ما زالت تحتاج إلى تسوية العديد من المسائل العالقة. هذا وقد أعرب رئيس سويسرا يوهان شنايدر أمَّان عن تأكيده أنَّ عودة بريطانيا ستزيد من قوة الرابطة. في حين أبدت الحكومة النرويجيَّة في أغسطس 2016 بعض التحفظ إزاء الأمر. قالت وزيرة النرويج للشؤون الأوروبيَّة إليزابيث فيك أسباكر لصحيفة أفتنبوستن: «من غير الأكيد إذا ما كان السماح لدولة كبيرة بالانضمام إلى هذه المنظمة يعدّ فكرة جيدة. سيقود هذا إلى تغير في التوازن وهو أمر لا يصب بالضرورة في مصلحة النرويج».
في أواخر عام 2016، قالت الوزيرة الأولى الاسكتلنديَّة نيكولا ستارجن بأنَّ أولويتها تتمحور حول إبقاء المملكة المتحدة ككل ضمن السوق الموحَّدة الأوروبيَّة، ولكنها أشارت إلى أنَّه يجري النظر في خيار انضمام اسكتلندا بصورة مستقلة إلى المنطقة الاقتصاديَّة الأوروبيَّة. إلَّا أنَّ دول رابطة التجارة الحرَّة الأوروبيَّة أشارت إلى انحصار العضوية في المنظمة على الدول ذات السيادة فقط، لذلك لا يمكن لاسكتلندا الانضمام إلَّا بعد استقلالها عن المملكة المتحدة، إلَّا في حال اللجوء إلى حل مشابه لم طبقته جزر فارو في عام 2005.
في مطلع عام 2018، دعا أعضاء البرلمان البريطاني أنطوانيت ساندباك، وستيفن كينوك، وستيفن هاموند المملكة المتحدة للانضمام إلى رابطة التجارة الحرَّة الأوروبيَّة.

## التنظيم
يدير مجلس رابطة التجارة الحرَّة الأوروبيَّة أعمال المنظَّمة وتخدمها أمانة الرابطة. كما اُستحدثت منظمتين أخرتين فيما يتعلق باتفاقية المنطقة الاقتصاديَّة الأوروبيَّة لعام 1992، وهما الهيئة الراقبة والمحكمة التابعتين للرابطة.

### المجالس
يُمثِّل مجلس رابطة التجارة الحرَّة الأوروبيَّة أعلى هيئة إداريَّة للمنظَّمة. يجتمع المجلس في العادة ثمانية مرات في السنة على مستوى السفراء (رؤساء الوفود الدائمة لدى رابطة التجارة الحرَّة الأوروبيَّة)، ومرتين سنويًا على المستوى الوزاري. يتشاور ويتفاوض وفود الدول الأعضاء في اجتماعات المجلس مع بعضهم بعضًا حيث تُتخذ قرارات بشأن قضايا السياسة المتعلقة بالرابطة. تُمثَّل كل دولة عضو بصوت واحد على الرغم من التوصل للقرارات في العادة من خلال التوفيق والجمع بين الآراء.
يناقش المجلس مسائل حيويَّة، ولا سيما تلك المتعلقة بتطوير علاقات المنظَّمة مع الأطراف الثالثة، وإدارة اتفاقيات التجارة الحرَّة، ويتابع عبر المراجعة العامَّة العلاقات مع دول الاتحاد الأوروبي من الجانبين السياسي والإداري. يتمتع المجلس بتفويض واسع للنظر في السياسات الممكن تطبيقها والساعية لتعزيز الأهداف العامة للرابطة وتسهيل إنماء روابط التعاون مع كل من الدول الأخرى واتحادات الدول والمنظمات الدوليَّة. كما يولى المجلس الإشراف على العلاقات بين دول المنظَّمة بموجب ما تنصّ عليه اتفاقية رابطة التجارة الحرَّة الأوروبيَّة.

### الأمانة العامة
يتولى إدارة أعمال الأمانة العامة للمنظمة أمينها العام، والذي يساعده نائبيه على أداء مهام الإدارة. ويتخذ أحد هذين النائبين من جنيف مقرًا يعمل منه، في حين يقوم النائب الآخر بمهامه من بروكسل. تتشارك الدول الأعضاء تقاسم المناصب الثلاثة فيما بينها. يعكس تقسيم الأمانة العامة على هذا الشكل الكيفية التي تتوزع من خلالها أنشطة الرابطة. يعمل في الأمانة العامة نحو المئة موظف. ثلث هؤلاء يعملون في جنيف، وثلثهم الآخر يتوزع على بروكسل ولوكسمبورغ.
تختص مقرات المنظَّمة في جنيف بإجراء التفاوضات حول اتفاقيات التجارة الحرة مع الدول غير الأعضاء في الاتحاد الأوروبي وإدراتها، مقدَّمًا الدعم لمجلس الرابطة.
أمَّا مقرات الأمانة العامة في بروكسل فتعنى بتقديم مسؤوليَّة الدعم من أجل إدارة اتفاقية المنطقة الاقتصاديَّة الأوروبيَّة، ومساعدة الدول الأعضاء في إعداد تشريعات جديدة لتحقيق الاندماج في اتفاقية المنطقة الاقتصاديَّة الأوروبيَّة. كما تقدَّم الأمانة العامة يد العون للدول الأعضاء حيث تساعدهم على تحديد المدخلات الداخلة في عملية صنع القرار الأوروبي.
يعمل المقرين معًا بشكل وثيق من أجل تنفيذ أحكام معاهدة فادوتس بشأن إقامة منطقة تجارة حرَّة بين بلدان الرابطة. في حين يعمل مكتب الرابطة الإحصائي الواقع في لوكسمبورغ على تطوير نظام إحصائي أوروبي واسع ومتكامل.
يقع المكتب الإحصائي لرابطة التجارة الحرَّة الأوروبيَّة ضمن مقرات المكتب الإحصائي التابع للاتحاد الأوروبي (يوروستات) في لوكسمبورغ. يشكَّل هذا المكتب صلة وصل بين يوروستات والمعاهد الإحصائيَّة الوطنيَّة لدول الرابطة. يكمن الهدف الرئيسي لمكتب الرابطة الإحصائي في تعزيز الإدماج الكامل لدول الرابطة ضمن النظام الإحصائي الأوروبي، وبالتالي توفير إحصاءات منسَّقة يمكن المقارنة فيما بينها بغية دعم عملية التعاون العام بين رابطة التجارة الحرَّة الأوروبيَّة والاتحاد الأوروبي ضمن اتفاقية المنطقة الاقتصاديَّة الأوروبيَّة وخارجها. كما يمتد التنسيق ليشمل برامج للتعاون التقني مع دول ثالثة، وتقديم التأهيل والإعداد المناسبين للإحصائيين الأوروبيين.

### المواقع
تقع مقرات الأمانة العامة لرابطة التجارة الحرَّة الأوروبيَّة في مدينة جنيف السويسريَّة، ولكن لدى المنظَّمة كذلك فرعا عمل في كل من بروكسل ومدينة لوكسمبورغ. تقع مقرات السلطة الراقبة للرابطة في بروكسل (نفس موقع المقر الرئيسي الخاص بالمفوضية الأوروبيَّة). في حين تقع مقرات المحكمة الخاصة بالمنظَّمة في مدينة لوكسمبورغ (نفس موقع المقر الرئيسي الخاص بمحكمة العدل الأوروبيَّة).

## علاقة الرابطة بالاتحاد الأوروبي: المنطقة الاقتصادية الأوروبية
في عام 1992، وقَّعت رابطة التجارة الحرَّة الأوروبيَّة والاتحاد الأوروبي اتفاقية المنطقة الاقتصاديَّة الأوروبيَّة في مدينة أوبورتو البرتغاليَّة. كان الاقتراح الذي من شأنه حمل سويسرا على تصديق مشاركتها قد قُوبل بالرفض في استفتاء أُجري حول الأمر. وبغض النظر عن ذلك فإنَّ سويسرا كانت قد أبرمت عدة معاهدات ثنائيَّة مع الاتحاد الأوروبي تمكِّنها من المشاركة في السوق الموحَّدة الأوروبيَّة واتفاقية شنغن وبرامج أخرى. وبالتالي فإنَّ الدول الأعضاء في الرابطة (عدا سويسرا) هم أيضًا أعضاء في المنطقة الاقتصاديَّة الأوروبيَّة. تضم المنطقة الاقتصاديَّة الأوروبيَّة ثلاثة دول أعضاء في رابطة التجارة الحرَّة الأوروبيَّة، وثمانية وعشرون دولة عضو في الاتحاد الأوروبي. تأسست المنطقة الاقتصاديَّة الأوروبيَّة بتاريخ 1 يناير عام 1994، عقب اتفاق مع المجموعة الأوروبيَّة (التي كانت قد أصبحت الاتحاد الأوروبي قبل شهرين من ذلك). تُمكِّن الدول الأعضاء في رابطة التجارة الحرَّة الأوروبيَّة-المنطقة الاقتصاديَّة الأوروبيَّة بالمشاركة في السوق الداخليَّة للاتحاد الأوروبي دون أن يكونوا أعضاء في الاتحاد الأوروبي. تعتمدُ هذه الدول تقريبًا جميع التشريعات الصادرة عن الاتحاد الأوروبي فيما يخص السوق الموحَّدة، باستثناء القوانين المعنية بالزراعة ومصايد الأسماك. كما أنَّها تساهم أيضًا في وضع سياسات وتشريعات جديدة بما يتعلق بالمنطقة الاقتصاديَّة الأوروبيَّة والتأثير عليها في مراحل صياغتها الأوليَّة كجزء من عملية صنع القرار الرسميَّة. لم تنضم سويسرا وهي أحد أعضاء رابطة التجارة الحرَّة الأوروبيَّة إلى المنطقة الاقتصاديَّة الأوروبيَّة، ولكن هذا لم يمنعها من إبرام مجموعة من الاتفاقيات الثنائيَّة بما في ذلك اتفاقية تجارة حرَّة مع الاتحاد الأوروبي.
يلخِّص الجدول الآتي المكونات المختلفة لقوانين الاتحاد الأوروبي التي يجري العمل بها في بلدان رابطة التجارة الحرَّة الأوروبيَّة وأقاليمها ذات السيادة. كذلك تتمتع بعض أقاليم الدول الأعضاء في الاتحاد الأوروبي بوضع خاص فيما يتعلق بقوانين الاتحاد المطبَّقة فيها كما هو الحال مع بعض الدول الأوروبيَّة الصغيرة.
| دول الرابطة الأعضاء وأقاليمها | دول الرابطة الأعضاء وأقاليمها | تطبيق قانون الاتحاد الأوروبي | الجماعة الأوروبية للطاقة الذرية | وكالة الدفاع الأوروبية | منطقة شنغن | منطقة ضريبة القيمة المضافة                      | الاتحاد الجمركي للاتحاد الأوروبي      | السوق الموحدة الأوروبية                               | منطقة اليورو       |
| ----------------------------- | ----------------------------- | ---------------------------- | ------------------------------- | ---------------------- | ---------- | ----------------------------------------------- | ------------------------------------- | ----------------------------------------------------- | ------------------ |
| آيسلندا                       | آيسلندا                       | جُزئيٌّ                         | لا                              | لا                     | نعم        | لا                                              | لا                                    | مع استثناءات في المنطقة الاقتصادية الأوروبية          | لا، كرونة آيسلندية |
| ليختنشتاين                    | ليختنشتاين                    | جُزئيٌّ                         | لا                              | لا                     | نعم        | لا، منطقة ضريبة قيمة مضافة سويسرية ليختنشتاينية | لا، منطقة جمركية سويسرية ليختنشتاينية | مع استثناءات في المنطقة الاقتصادية الأوروبية          | لا، فرنك سويسري    |
| النرويج، عدا:                 | النرويج، عدا:                 | جُزئيٌّ                         | لا                              | دولة مشاركة غير عضو    | نعم        | لا                                              | لا                                    | مع استثناءات في المنطقة الاقتصادية الأوروبية          | لا، كرونة نروجية   |
|                               | يان ماين                      | جُزئيٌّ                         | لا                              | مشاركة                 | نعم        | لا، لا توجد ضريبة قيمة مضافة                    | لا                                    | مع استثناءات في المنطقة الاقتصادية الأوروبية          | لا، كرونة نروجية   |
|                               | سفالبارد                      | جُزئيٌّ                         | لا                              | منزوعة السلاح          | لا         | لا، معفية من ضريبة القيمة المضافة               | لا                                    | لا                                                    | لا، كرونة نروجية   |
|                               | جزيرة بوفيه                   | لا                           | لا                              | مشاركة                 | لا         | لا                                              | لا                                    | لا                                                    | لا، كرونة نروجية   |
|                               | جزيرة بطرس الأول              | لا                           | لا                              | منزوعة السلاح          | لا         | لا                                              | لا                                    | لا                                                    | لا، كرونة نروجية   |
|                               | أرض الملكة مود                | لا                           | لا                              | منزوعة السلاح          | لا         | لا                                              | لا                                    | لا                                                    | لا، كرونة نروجية   |
| سويسرا، عدا:                  | سويسرا، عدا:                  | جُزئيٌّ                         | دولة مشاركة مرتبطة              | لا                     | نعم        | لا، منطقة ضريبة قيمة مضافة سويسرية ليختنشتاينية | لا، منطقة جمركية سويسرية ليختنشتاينية | مع استثناءات ولكن ليس في المنطقة الاقتصادية الأوروبية | لا، فرنك           |
|                               | سامنون                        | جُزئيٌّ                         | مشاركة مع سويسرا                | لا                     | نعم        | لا، معفية من ضريبة القيمة المضافة               | لا، منطقة جمركية سويسرية ليختنشتاينية | مع استثناءات ولكن ليس في المنطقة الاقتصادية الأوروبية | لا، فرنك سويسري    |

### مؤسسات المنطقة الاقتصادية الأوروبية
تتولى لجنة مشتركة تجمع كلًا من دول رابطة التجارة الحرَّة الأوروبيَّة-المنطقة الاقتصاديَّة الأوروبيَّة، بالإضافة إلى المفوَّضيَّة الأوروبيَّة (ممثلةً الاتحاد الأوروبي) العمل على توسيع قانون الاتحاد الأوروبي ذي الصلة ليشمل الدول غير الأعضاء في الاتحاد الأوروبي. ينعقد مجلس المنطقة الاقتصاديَّة الأوروبيَّة مرتين كل عام لتنظيم العلاقة الشاملة بين أعضاءها.
يتم تنظيم أنشطة المنطقة الاقتصاديَّة الأوروبيَّة من قبل الهيئة الراقِبة والمحكمة التابعتين لرابطة التجارة الحرَّة الأوروبيَّة، عوضًا عن استحداث مؤسسات خاصة بالمنطقة الاقتصاديَّة الأوروبيَّة. تتولى الهيئة الراقِبة والمحكمة التابعتين للرابطة تنظيم نشاطات دولها الأعضاء فيما يتعلق بأداء مهامهم كأعضاء في المنطقة الاقتصاديَّة الأوروبيَّة. لا تشارك سويسرا في هذه المؤسسات نظرًا لعدم كونها عضوًا في المنطقة الاقتصاديَّة الأوروبيَّة.
يعادل الدور الذي تلعبه الهيئة الراقِبة بالنسبة للدول الأعضاء في رابطة التجارة الحرَّة الأوروبيَّة، ما تقوم به المفوَّضيَّة في الاتحاد الأوروبي بصفتها «وصيًا على المعاهدات». وبالمثل فإنَّ محكمة الرابطة تؤدي دورًا مشابهًا لما تقوم به محكمة العدل الأوروبيَّة.
افتقرت الخطة الأصليَّة الموضوعة للمنطقة الاقتصاديَّة الأوروبيَّة إلى جزئية وجود محكمة الرابطة أو السلطة الراقِبة التابعة لها حيث كان على محكمة العدل الأوروبيَّة، والمفوَّضيَّة الأوروبيَّة ممارسة هذه الأدوار. أبلغت محكمة العدل الأوروبيَّة مجلس الاتحاد الأوروبي في رسالة وجَّهتها إليه خلال إجراء مفاوضات اتفاقية المنطقة الاقتصاديَّة الأوروبيَّة بأنَّ منح مؤسسات تابعة للاتحاد الأوروبي هذا النوع من الصلاحيات حتى يتم تطبيقها على دول غير أعضاء سيشكّل انتهاكًا للمعاهدات. ولهذا فقد تُوصِلَ للترتيب الحالي بدلًا من ذلك.

### مِنح المنطقة الاقتصادية الأوروبية والنرويج
منح المنطقة الاقتصاديَّة الأوروبيَّة والنرويج هي المساهمات الماليَّة التي قدَّمتها كل من آيسلندا وليختنشتاين والنرويج بهدف تقليل الفوارق الاجتماعيَّة والاقتصاديَّة في أوروبا. اُستحدثت فكرة هذه المنح بالتزامن مع التوسيع الذي شهدته المنطقة الاقتصاديَّة الأوروبيَّة في عام 2004، والذي جمع كلًا من الاتحاد الأوروبي، وآيسلندا، وليختنشتاين، والنرويج تحت غطاء السوق الأوروبيَّة الداخليَّة. قامت الدول الثلاث خلال الفترة الممتدة من عام 2004 حتى عام 2009 بالتبرع بمبلغ قدره 1.3 مليار يورو على شكل منح تمويل لمشاريع في خمسة عشر دولة في أوروبا الوسطى والجنوبيَّة. تخضع منح المنطقة الاقتصاديَّة الأوروبيَّة والنرويج لإشراف مكتب الآلية الماليَّة التابع للأمانة العامة لرابطة التجارة الحرَّة الأوروبيَّة في العاصمة البلجيكيَّة بروكسل.

## معاهدات دولية
وضعت رابطة التجارة الحرَّة الأوروبيَّة معاهدة دمغ المعادن الثمينة، ومعاهدة التفتيش الصيدلاني. يمكن لأي دولة من غير الأعضاء في المنظَّمة التوقيع على هاتين المعاهدتين.

## العلاقات التجارية الدولية

خريطة لاتفاقيات التجارة الحرة التي أُبرِمتْ ما بين الرابطة ودول أخرى
دول الرابطة
اتفاق تجارة حرَّة
مفاوضات تجاريَّة جاريَّة
المنطقة الاقتصاديَّة الأوروبيَّة
إعلان حول التنسيق أو الحوار حول توثيق أواصر العلاقات التجاريَّة

أبرمت رابطة التجارة الحرَّة الأوروبيَّة العديد من اتفاقيات التجارة الحرَّة مع دول غير أعضاء في الاتحاد الأوروبي، بالإضافة إلى التوقيع على إعلانات مشتركة بشأن التنسيق مع عدد من الدول، وإقامة مجموعات عمل مشتركة لتحسين التجارة. أقامت دول الرابطة علاقات تجاريَّة تفضيليَّة مع 24 دولة وإقليم، بالإضافة إلى الدول الأعضاء في الاتحاد الأوروبي. توفر المنظَّمة خريطة تفاعليَّة للتعريف بشركاء الرابطة حول العالم على موقعها الإلكتروني.

### اتفاقيات تجارة حرَّة
- ألبانيا
- البوسنة والهرسك
- كندا
- دول أمريكا الوسطى (كوستاريكا، غواتيمالا، بنما)
- تشيلي
- كولومبيا
- الإكوادور[58]
- مصر
- جورجيا
- دول الخليج (البحرين، الكويت، سلطنة عمان، قطر، السعودية، الإمارات العربية المتحدة)

- هونغ كونغ
- إسرائيل
- اليابان
- الأردن
- كوريا الجنوبية
- لبنان
- المكسيك
- الجبل الأسود
- المغرب (دون الصحراء الغربية)[59]
- مقدونيا الشمالية
- السلطة الوطنية الفلسطينية
- بيرو
- الفلبين
- صربيا
- سنغافورة
- الاتحاد الجمركي لأفريقيا الجنوبية (بوتسوانا، ليسوتو، ناميبيا، جنوب أفريقيا، إسواتيني)
- تونس
- تركيا
- أوكرانيا[60]

### مفاوضات تجاريَّة جاريَّة
- الجزائر
- دول أمريكا الوسطى (هندوراس)
- الهند
- إندونيسيا
- ماليزيا
- ميركوسور (الأرجنتين، البرازيل، باراغواي، الأوروغواي، فنزويلا)[62]
- - روسيا
  - بيلاروس
  - كازاخستان (عضو في الاتحاد الاقتصادي الأوروآسيوي)
- تايلاند
- فيتنام

### إعلان حول التنسيق أو الحوار حول توثيق العلاقات
- موريشيوس
- ميركوسور (الأرجنتين، البرازيل، باراغواي، الأوروغواي)
- مولدوفا
- منغوليا
- ميانمار[63]
- باكستان[63]

## قائمة الأمناء العامون
| الدولة          | الاسم            | الفترة    |
| --------------- | ---------------- | --------- |
| المملكة المتحدة | فرانك فيغورز     | 1960–1965 |
| المملكة المتحدة | جون كولسون       | 1965–1972 |
| السويد          | بينغت رابيوس     | 1972–1975 |
| سويسرا          | شارلتز مولر      | 1976–1981 |
| النرويج         | بير كليبه        | 1981–1988 |
| النمسا          | جورج رايش        | 1988–1994 |
| آيسلندا         | كيارتان يوهانسون | 1994–2000 |
| سويسرا          | ويليام روسييه    | 2000–2006 |
| النرويج         | كاري براين       | 2006–2012 |
| آيسلندا         | كريستينن آرناسون | 2012–2018 |
| سويسرا          | هنري جيتا        | 2018–الآن |